# Куккьярони, Эрнесто
Эрне́сто Куккьяро́ни (итал. Ernesto Cucchiaroni; 16 ноября 1927, провинция Мисьонес, Аргентина — 4 июля 1971, там же) — аргентинский футболист. Участник двух чемпионатов Южной Америки — 1955 и 1956.
Умер от бокового амиотрофического склероза.

## Клубная карьера
Куккьярони родился в аргентинском городе Посадас. Он начал свою игровую карьеру с «Ривадавией», а в возрасте 22 лет присоединился к клубу «Тигре».
Проведя пять лет в «Тигре», Куккьярони перешёл в «Бока Хуниорс», где провёл ещё два года, его тренерами были Хайме Сарланга и Марио Фортунато соответственно.
Через некоторое время Куккьярони начали интересоваться за рубежом, и в 1956 году его приобрёл итальянский гранд «Милан». Его первый сезон в «Милане» был довольно успешным, он сыграл 27 матчей и забил четыре гола, а также сыграл ещё 5 матчей и забил один раз в Кубке европейских чемпионов. Второй сезон Куккьярони, однако, был не настолько продуктивным, но провёл 13 игр и забил два мяча. Также он был финалистом Кубка чемпионов в 1958 году, где «Милан» уступил «Реалу» со счётом 2:3.
В июне 1958 года Куккьярони перешёл из «Милана» в команду «Реал Хаэн». Куккьярони оставался в клубе с 1958 по 1959 год, прежде чем перебрался в «Сампдорию», где провёл оставшуюся часть своей карьеры. Он ушёл в отставку в июне 1963 года, проведя за клуб в чемпионате 138 матчей и забив 40 голов.

## Международная карьера
В 1955 году Куккьярони был взят в состав Аргентины на чемпионат Южной Африки. Аргентина вышла в финал, где с минимальным счётом обыграла Чили. В следующем году он также сыграл на континентальном турнире, но Аргентина заняла уже третье место. Всего Куккьярони сыграл 11 матчей за национальную сборную Аргентины, голов не забивал.